# 朝鮮総督府学務局
朝鮮総督府学務局（ちょうせんそうとくふがくむきょく）は、朝鮮総督府に置かれた内部部局。朝鮮における文教・宗教・社会行政を管掌した。

## 沿革
1910年（明治43年）10月1日、韓国併合にともない朝鮮総督府が設置されると、内務部管下に学務局が置かれた。1919年（大正8年）8月20日の朝鮮総督府官制改正（勅令第386号）により、学務局は総督直属の局に改められた。

## 機構
1941年（昭和16年）9月1日現在。
- 学務局
  - 学務課
  - 社会教育課
    - 博物館

  - 編輯課
  - 教学研修所
  - 中堅青年修練所

関連する総督府所属官署として、京城帝国大学、官立学校、図書館、陸軍兵志願者訓練所などが置かれた。

## 歴代局長
| 氏名                     | 在任期間                                               | 備考                           |
| 朝鮮総督府内務部学務局長 | 朝鮮総督府内務部学務局長                               | 朝鮮総督府内務部学務局長       |
| ------------------------ | ------------------------------------------------------ | ------------------------------ |
| 關屋貞三郎               | 1910年（明治43年）10月1日 - 1917年（大正6年）10月8日   |                                |
| （兼）關屋貞三郎         | 1917年（大正6年）10月8日 - 1919年（大正8年）8月20日    | 本務・朝鮮総督府中枢院書記官長 |
| 朝鮮総督府学務局長       |                                                        |                                |
| 柴田善三郎               | 1919年（大正8年）8月20日 - 1922年（大正11年）10月16日  |                                |
| 長野幹                   | 1922年（大正11年）10月16日 - 1924年（大正13年）12月1日 |                                |
| 李軫鎬                   | 1924年（大正13年）12月1日 - 1929年（昭和4年）1月19日   |                                |
| 松浦鎮次郎               | 1929年（昭和4年）1月19日 - 1929年（昭和4年）10月4日    |                                |
| 武部欽一                 | 1929年（昭和4年）10月4日 - 1931年（昭和6年）6月27日    |                                |
| 牛島省三                 | 1931年（昭和6年）6月27日 - 1931年（昭和6年）9月23日    |                                |
| 林茂樹                   | 1931年（昭和6年）9月23日 - 1933年（昭和8年）8月4日     |                                |
| 渡邊豐日子               | 1933年（昭和8年）8月4日 - 1936年（昭和11年）5月21日    |                                |
| 富永文一                 | 1936年（昭和11年）5月21日 - 1937年（昭和12年）7月3日   |                                |
| 鹽原時三郎               | 1937年（昭和12年）7月3日 - 1937年（昭和12年）12月1日   | 心得                           |
| 鹽原時三郎               | 1937年（昭和12年）12月1日 - 1941年（昭和16年）3月26日  |                                |
| 眞崎長年                 | 1941年（昭和16年）3月26日 - 1942年（昭和17年）10月23日 |                                |
| 大野謙一                 | 1942年（昭和17年）10月23日 - 1944年（昭和19年）8月17日 |                                |
| 武永憲樹（巖昌燮）       | 1944年（昭和19年）8月17日 -                            | 日本統治下最後の局長           |